# Kowloon Peak
Kowloon Peak (kinesiska: 飛鵝山, 飞鹅山) är ett berg i Hongkong (Kina). Det ligger i den centrala delen av Hongkong. Toppen på Kowloon Peak är 602 meter över havet.
Terrängen runt Kowloon Peak är huvudsakligen lite kuperad.  Centrala Hongkong ligger 8,1 km sydväst om Kowloon Peak. I omgivningarna runt Kowloon Peak växer i huvudsak städsegrön lövskog.